# Exonúmia
Az exonúmia a numizmatika határtudománya,  a zsetonokkal, valamint az alábbi törvényes fizetőeszközöket helyettesítő eszközökkel foglalkozik:
- bankkártya
- érem
- zseton
- névjegyérem

## Forrás
- A kaszinók "pénze", ami nem pénz, de mégis pénzként funkcionál, de fizetni nem lehet vele! (magyar nyelven). numizmatikamagyarorszag.hu, 2022. augusztus 31. (Hozzáférés: 2025. január 1.)